# 저스틴 휴이시
저스틴 그랜트 휴이시(영어: Justin Grant Huish, 1975년 1월 9일~)는 미국의 양궁 선수로, 1996년 하계 올림픽에서 남자 양궁 개인전과 단체전에서 2관왕에 오른 선수이기도 하다.

## 경력
그의 부모는 양궁과 관련된 스포츠 용품점을 운영했는데, 그가 14세가 되자 이웃집 잔디밭에 자리를 잡고 길 건너편 자신의 집 차고 문 앞쪽과 뒷마당에 표적을 놓고 활을 쏘며 양궁 연습을 시작했다. 이후 그는 15세에 지역 대회에서 우승했으며 18세가 되던 해에 미국 양궁 대표로 발탁되었다.
그는 허리에 감은 외투와 거꾸로 쓴 야구 모자, 하나로 묶은 머리 그리고 귀걸이 등의 치장으로 여성팬들에게 큰 인기를 얻었으며, 영화 롱 키스 굿나잇의 주연으로 유명한 지나 데이비스는 그의 모습에 영감을 받아 양궁 국가대표에 도전하기도 했다.
그는 2000년 하계 올림픽 출전으로 기대를 모았으나 2000년 2월 15일에 마리화나 판매 혐의로 체포되었으며 올림픽 대표팀에서 돌연 하차했다. 그의 자리는 로드 화이트 대신 올림픽 국가대표로 발탁되었다. 그는 2001년 5월, 항소심 없이 징역 120일형을 선고받고 수감되었으며 3개월 동안 죄수 복무 활동(work furlough program: 수감 중인 죄수가 밖으로 일시 출소해 사회 봉사를 하는 프로그램)을 하였다.
그는 2004년 하계 올림픽 미국 양궁 대표 선발전에서 탈락했다.